# Élections législatives nauruanes de 2010

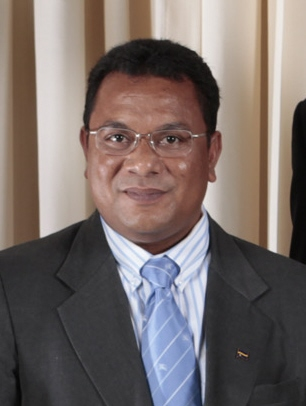
Marcus Stephen en 2009.

Des élections législatives se sont tenues à Nauru le 24 avril 2010. En raison d'un Parlement scindé entre partisans du gouvernement et de l'opposition, un nouveau scrutin est organisé le 19 juin suivant.
Le Parlement est composé de dix-huit députés, élus par les citoyens répartis en huit circonscriptions électorales. Le président de la République, qui est à la fois chef de l'État et du gouvernement, est un député promu à la présidence par ses pairs. Il conserve son siège au Parlement.
Une législature nauruane a ordinairement un mandat de trois ans. Les élections d'avril 2008 avaient conféré au président de la République, Marcus Stephen, une majorité parlementaire de douze députés sur dix-huit. Il n’y a pas de partis politiques à Nauru, et les députés ne demeurent pas toujours affiliés au « camp » informel dans lequel ils s’étaient alignés au moment d’élire le président. Ainsi, en 2010, l'opposition revendique-t-elle le soutien de neuf députés, et tente-t-elle de destituer le président Stephen au moyen de motions de confiance. Marcus Stephen y répond en dissolvant le Parlement, provoquant des élections législatives anticipées.

## L'«affaire Getax»
Des officiels australiens ont accusé la compagnie australienne Getax, acheteuse importante de phosphate nauruan, d'avoir précipité l'élection en déstabilisant le gouvernement. Plus spécifiquement, Getax avait proposé au gouvernement nauruan un prêt de 25 millions de dollars australiens, à un taux d'intérêt de 15 %, qui, selon une investigation du journal The Australian, « aurait probablement eu pour conséquence que le pays ne puisse pas rembourser le prêt, entraînant l’exécution de clauses contractuelles permettant à Getax de prendre possession de l’industrie du phosphate appartenant à Nauru ». Le gouvernement Stephen rejeta l'offre, et, peu de temps après, Getax organisa et finança un voyage à Singapour pour les six députés de l'opposition, ainsi que pour trois députés de la majorité. Ces trois députés (parmi lesquels Aloysius Amwano) rejoignirent ensuite l'opposition, provoquant le blocage du Parlement, et la tenue d'élections anticipées,.
En octobre 2010, The Australian publie un article, s'appuyant sur des révélations d'officiels australiens ainsi que de documents publiés par les autorités nauruanes, révélant les activités de Getax, ainsi que les dépenses apparemment inexplicables de députés de l'opposition, bien au-delà de leurs revenus. Il publie également des témoignages selon lesquels des membres de l'opposition auraient versé des sommes relativement conséquentes à des électeurs potentiels. Interrogé par The Australian, Baron Waqa, le chef de l'opposition, ne veut ni confirmer, ni infirmer l'affirmation selon laquelle Getax aurait financé la campagne de l'opposition, mais déclare : « Getax a toujours aidé Nauru. […] Getax est déçue de la manière dont ce pays est gouverné »,.
Les activités de Getax, et notamment les accusations de corruption d'élus nauruans portées à son encontre, donnent alors lieu à une enquête de la police fédérale australienne. Après plusieurs mois d'enquête, l'affaire est classée sans suite.
En juin 2015, la Australian Broadcasting Corporation (ABC) révèle que Baron Waqa, David Adeang et plusieurs autres députés les soutenant auraient reçu entre eux plusieurs centaines de milliers de dollars australiens en pots-de-vin de la part de Getax en 2009 et en 2010. Ces sommes étaient destinées à les aider dans leur conquête du pouvoir, afin qu'ils mettent en œuvre des politiques favorables à Getax. Dans un e-mail consulté par la ABC, Adeang promet d'œuvrer pour que Getax obtienne le plein contrôle sur les réserves de phosphate de Nauru, qui était alors considérées comme un bien public.

## Élections du 24 avril
Le gouvernement fait campagne sur la réussite de ses politiques. Frederick Pitcher, ministre du Commerce, de l'Environnement, des Services publics et de la Réhabilitation de l'Île, déclare ainsi que l'exportation du phosphate s'est accrue de manière significative, tandis que le PNB du pays a été multiplié par deux. Le gouvernement a su assurer une production constante d'électricité accessible à tous, ce qui n'a pas été le cas depuis plus d'une décennie. Le gouvernement a aussi entrepris de revitaliser l'île endommagée par l'exploitation du phosphate, a construit de nouvelles écoles, ainsi qu'un nouveau service hospitalier. Aloysius Amwano, député issu de la majorité mais ayant récemment rejoint l'opposition, affirme pour sa part que le gouvernement profite des effets des bonnes réformes engagées par l'administration précédente, notamment sous le président Ludwig Scotty et le ministre des Finances et des Affaires étrangères David Adeang. Il affirme que c'est l'administration Scotty qui a su tirer le pays du marasme économique.
Les élections amenant à la formation de la dix-neuvième législature se tiennent le 24 avril. Il y a quatre-vingt-six candidats, dont les dix-huit députés sortants. Les députés sortants sont tous réélus. En raison de l'impasse entre les neuf députés de la majorité sortante et les neuf députés de l’opposition, le président Stephen conserve son poste à titre transitoire, et l'élection du président est reportée au mois de juin. Le 4 juin, le président du Parlement, Dominic Tabuna, démissionne, déclarant que les députés refusent la tenue de l'élection présidentielle après plus de six semaines de paralysie du Parlement et de la vie politique du pays.
En conséquence, le président prononce une nouvelle dissolution du Parlement le 11 juin, en vue de nouvelles élections législatives quasi immédiates.

## Élections du 19 juin

### Descriptif
Les nouvelles élections, amenant à la formation de la vingtième législature, ont lieu le 19 juin. Le taux de participation est de 92,69 %, soit 5 287 votants sur 5 704 inscrits. Voter est obligatoire, et la non-participation à l'élection est punie d'une amende de 6 A$,.
Les dix-huit députés (dont Marcus Stephen) sont à nouveau candidats à un nouveau mandat, et dix-sept sont réélus. Dans la circonscription d'Aiwo, le député Dantes Tsitsi, membre de l'opposition, est le seul sortant battu. Le nouveau député d'Aiwo, Milton Dube, se déclare indépendant, annonçant qu'il soutiendrait ou bien le camp présidentiel, ou bien l'opposition dirigée par Baron Waqa, en fonction des intérêts de sa circonscription. Il attire l'attention des deux parties sur les désagréments pour ses électeurs de la poussière de phosphate émanant d'un centre de séchage. Kieren Keke, député du camp présidentiel, argue que la seule solution pour « débloquer » le Parlement serait que Milton Dube participe à la formation d'une majorité présidentielle, puisque Baron Waqa ne peut espérer obtenir une majorité, même avec le soutien potentiel du nouveau député. Kieren Keke ajoute que, si une majorité fonctionnelle était établie, elle introduirait un projet de loi portant à dix-neuf le nombre de sièges au Parlement, afin qu'il n'y ait plus de paralysie provoquée par une égalité stricte entre deux camps. 
Un mois plus tard, le camp présidentiel n'a toujours pas réussi à obtenir le soutien de Milton Dube, mais le député Rykers Solomon, membre de l'opposition, change de camp, conférant enfin à Marcus Stephen une majorité. L'élection du président doit alors se tenir au Parlement, mais son président, Aloysius Amwano, membre de l'opposition, refuse, le 6 juillet, d'autoriser sa tenue. Stephen démet Amwano de ses fonctions, mais ce dernier déclare qu'il refuse cette décision. Le Parlement est suspendu, le gouvernement de Marcus Stephen déclarant un état d'exception, lui permettant de gouverner le pays à titre transitoire tant que la crise politique se maintiendra. Le 15 septembre, Stephen autorise l'opposition à attaquer l'état d'exception devant les tribunaux.
Le site web du Parlement précise, à la suite des événements du 6 juillet, qu'en raison de l'impasse, et en vertu des articles 16 et 20 de la Constitution, « [l]e gouvernement Stephen, formé au début de la dix-huitième législature, continue en qualité de gouvernement de transition, en attendant l’élection d’un nouveau président ». L'article 16.4 stipule que « [l]e Président conserve son poste jusqu’à ce qu’une autre personne soit élue à la présidence », tandis que l'article 20 stipule que les ministres cessent leurs fonctions au moment de l'élection d'un nouveau président.
En novembre, l'ancien président de Nauru Ludwig Scotty, désormais député de l'opposition, accepte le poste de président du Parlement, permettant enfin la tenue d'une élection présidentielle parmi les députés. Le sortant Marcus Stephen est réélu à la présidence de la République par onze voix contre six à Milton Dube.

### Statistiques
| Parti | Parti                                                                    | Dirigeant                                 | Circonscription du dirigeant | Résultat  | Changement par rapport à avril | Voix pour la présidence (novembre) |
| ----- | ------------------------------------------------------------------------ | ----------------------------------------- | ---------------------------- | --------- | ------------------------------ | ---------------------------------- |
|       | Aucun ; députés indépendants soutenant le gouvernement sortant           | Marcus Stephen Président de la République | Ewa/Anetan                   | 9 députés | 0                              | 11 (réélu)                         |
|       | Aucun ; députés indépendants s'identifiant comme membres de l'opposition | Baron Waqa Chef de l'opposition           | Boe                          | 8 députés | -1                             | 0 (non-candidat)                   |
|       | Aucun ; député indépendant                                               | Milton Dube                               | Aiwo                         | 1 député  | +1                             | 6 (battu)                          |

### Liste des députés élus
| Député            | Circonscription     | Affiliation  | Poste au gouvernement |
| ----------------- | ------------------- | ------------ | --- |
| David Adeang      | Ubenide             | Opposition   | non |
| Riddel Akua       | Anabar/Ijuw/Anibare | Gouvernement | non |
| Aloysius Amwano   | Ubenide             | Opposition   | non |
| Mathew Batsiua    | Boe                 | Gouvernement | Ministre de la Santé, de la Justice et des Sports                                                                                  |
| Shadlog Bernicke  | Buada               | ?            | non |
| Sprent Dabwido    | Meneng              | Gouvernement | Ministre des Transports et des Télécommunications                                                                                  |
| Landon Deireragea | Ewa/Anetan          | ?            | non |
| Valdon Dowiyogo   | Ubenide             | ?            | non |
| Milton Dube       | Aiwo                | Indépendant  | non |
| Roland Kun        | Buada               | Gouvernement | Ministre de l'Education et de la Jeunesse, et des Pêcheries                                                                        |
| Kieren Keke       | Yaren               | Gouvernement | Ministre des Finances, des Affaires étrangères et du Commerce, et Ministre chargé d'assister le Président                          |
| Freddie Pitcher   | Ubenide             | Gouvernement | Ministre de l'Industrie commerciale et de l'Environnement ; ministre chargé du RONPHOS et de REHAB ; ministre des Services publics |
| Ludwig Scotty     | Anabar/Ijuw/Anibare | Opposition   | non |
| Ryke Solomon      | Meneng              | Opposition   | non |
| Marcus Stephen    | Ewa/Anetan          | Gouvernement | Président de la République ; Ministre de la Police et de l'Intérieur                                                               |
| Dominic Tabuna    | Yaren               | Gouvernement | non |
| Godfrey Thoma     | Aiwo                | Opposition   | non |
| Baron Waqa        | Boe                 | Opposition   | non |

### Résultats complets par circonscription
Les élections à Nauru se déroulent en accord avec le « système Dowdall ». L'électeur doit indiquer un ordre de préférence pour tous les candidats dans sa circonscription. Son bulletin de vote n'est valide que s'il a assigné un ordre de préférence à chaque candidat. Le candidat qu'il classe premier reçoit une voix pleine ; celui qu'il classe second reçoit une demi-voix (0,5 voix) ; celui qu'il classe troisième reçoit un tiers de voix (0,33 voix), et ainsi de suite. Dans chaque circonscription, les deux candidats ayant reçu le plus de voix par ce biais sont élus - sauf à Ubenide, où les quatre candidats ayant le plus de voix sont élus,.
Les résultats furent les suivants :
Yaren
Bulletins: 415. Dont valides: 412.
| Candidat | Candidat         | Voix    | Résultat | Remarques                  |
| -------- | ---------------- | ------- | -------- | -------------------------- |
|          | Dominic Tabuna   | 254,667 | réélu    | député depuis 2004         |
|          | Kieren Keke      | 232,167 | réélu    | ministre sortant           |
|          | Charmaine Scotty | 206,483 | battue   | ancienne secrétaire d'État |
|          | John Julius      | 125,517 | battu    |                            |
|          | Brian Amwano     | 121,9   | battu    |                            |

Boe
Bulletins: 520. Dont valides: 517.
| Candidat | Candidat       | Voix    | Résultat | Remarques            |
| -------- | -------------- | ------- | -------- | -------------------- |
|          | Mathew Batsiua | 281,9   | réélu    | ministre sortant     |
|          | Baron Waqa     | 277,417 | réélu    | chef de l'opposition |
|          | Vollmer Api    | 218,5   | battu    |                      |
|          | Abraham Aremwa | 214,533 | battu    |                      |
|          | Joy Heine      | 188,483 | battue   |                      |

Ewa/Anetan
Bulletins: 639. Dont valides: 630.
| Candidat | Candidat          | Voix    | Résultat | Remarques                                                                          |
| -------- | ----------------- | ------- | -------- | ---------------------------------------------------------------------------------- |
|          | Marcus Stephen    | 349,617 | réélu    | président sortant                                                                  |
|          | Landon Deireragea | 335,433 | réélu    | député depuis 2008                                                                 |
|          | Cyril Buraman     | 317,717 | battu    | ancien député                                                                      |
|          | Cheyenne Ika      | 184,833 | battu    |                                                                                    |
|          | Begg Adire        | 183,217 | battu    |                                                                                    |
|          | Creiden Fritz     | 172,683 | battu    | ancien Directeur des Affaires internationales au Ministère des Affaires étrangères |

Aiwo
Bulletins: 625. Dont valides: 622.
| Candidat | Candidat      | Voix    | Résultat | Remarques                                                              |
| -------- | ------------- | ------- | -------- | ---------------------------------------------------------------------- |
|          | Milton Dube   | 305,183 | élu      | seul nouveau député                                                    |
|          | Godfrey Thoma | 299,083 | réélu    | ancien ministre                                                        |
|          | Dantes Tsitsi | 295,65  | battu    | seul député sortant battu                                              |
|          | Aaron Cook    | 269,45  | battu    | Président de la Fédération d'Haltérophilie de Nauru (depuis mars 2009) |
|          | Preston Thoma | 250,867 | battu    |                                                                        |

Buada
Bulletins: 461. Dont valides: 458.
| Candidat | Candidat          | Voix    | Résultat | Remarques                                                     |
| -------- | ----------------- | ------- | -------- | ------------------------------------------------------------- |
|          | Shadlog Bernicke  | 252,767 | réélu    | député depuis 2007                                            |
|          | Roland Kun        | 232,317 | réélu    | ministre sortant                                              |
|          | Alexander Stephen | 175,3   | battu    |                                                               |
|          | Vinson Detenamo   | 156,85  | battu    | Président du Comité national olympique nauruan de 1991 à 2009 |
|          | Monte Depaune     | 155,05  | battu    |                                                               |
|          | Johan Scotty      | 149,817 | battu    |                                                               |

Anabar/Ijuw/Anibare
Bulletins: 541. Dont valides: 526.
| Candidat | Candidat       | Voix    | Résultat | Remarques                         |
| -------- | -------------- | ------- | -------- | --------------------------------- |
|          | Riddell Akua   | 283,326 | réélu    | député depuis 2003                |
|          | Ludwig Scotty  | 261,206 | réélu    | ancien Président de la République |
|          | Tyrone Deiye   | 245,53  | battu    |                                   |
|          | Jeb Bop        | 138,237 | battu    |                                   |
|          | David Gadaraoa | 130,708 | battu    |                                   |
|          | Melissa Ika    | 130,413 | battue   |                                   |
|          | Vincent Scotty | 129,906 | battu    |                                   |
|          | Espen Fritz    | 110,267 | battu    |                                   |

Meneng
Bulletins: 827. Dont valides: 806.
| Candidat | Candidat          | Voix    | Résultat | Remarques          |
| -------- | ----------------- | ------- | -------- | ------------------ |
|          | Rykers Solomon    | 394,445 | réélu    | député depuis 2007 |
|          | Sprent Dabwido    | 368,577 | réélu    | ministre sortant   |
|          | Tawaki Kam        | 335,759 | battu    | haltérophile       |
|          | Doneke Kepae      | 197,069 | battu    |                    |
|          | Alvin Harris      | 192,717 | battu    |                    |
|          | Elvin Brechtefeld | 191,166 | battu    |                    |
|          | Darius Rock       | 177,362 | battu    |                    |
|          | Roxen Agadio      | 168,341 | battu    |                    |
|          | Darkey Jeremiah   | 168,031 | battu    |                    |
|          | Simpson Simon     | 167,282 | battu    |                    |

Ubenide
Bulletins: 1 259. Dont valides: 1 209.
| Candidat | Candidat          | Voix    | Résultat | Remarques                                                                                                |
| -------- | ----------------- | ------- | -------- | --- |
|          | David Adeang      | 422,974 | réélu    | ancien ministre                                                                                          |
|          | Frederick Pitcher | 414,240 | réélu    | ministre sortant                                                                                         |
|          | Aloysius Amwano   | 393,787 | réélu    | député de 1998 à 2001, et depuis 2008                                                                    |
|          | Valdon Dowiyogo   | 357,014 | réélu    | député depuis 2004                                                                                       |
|          | Ranin Akua        | 313,724 | battu    | |
|          | Julian Itsimaera  | 283,724 | battu    | |
|          | George Gioura     | 255,857 | battu    | |
|          | Vyko Adeang       | 240,325 | battu    | |
|          | Fabian Ribauw     | 228,04  | battu    | ancien député                                                                                            |
|          | Maria Gaiyabu     | 202,255 | battue   | Secrétaire d'État à l'Éducation ; ancienne directrice du centre de l'Université du Pacifique Sud à Nauru |
|          | Greta Harris      | 192,848 | battue   | ancienne Directrice de la Politique de Développement au Ministère des Finances                           |
|          | Renos Agege       | 184,514 | battu    | |
|          | David Dowiyogo    | 181,25  | battu    | président de la Fédération nauruane de Football australien depuis 1999                                   |
|          | Skipper Hiram     | 174,567 | battu    | |
|          | Darnard Dongobir  | 166,621 | battu    | |